# Benjamin Appl

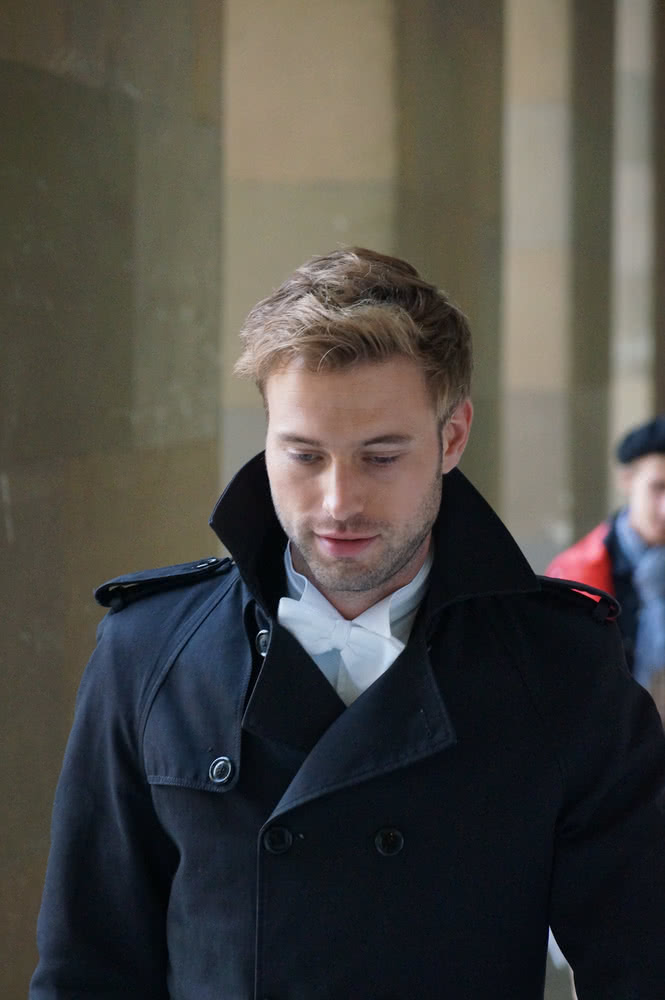
Benjamin Appl (2017)

Benjamin Karl Appl (* 26. Juni 1982 in Regensburg) ist ein deutscher Opern-, Konzert- und Liedsänger mit der Stimmlage Bariton.

## Beruflicher Werdegang
Aufgewachsen ist Benjamin Appl in seinem Heimatort Tegernheim bei Regensburg, wo er mit 10 Jahren ins Musikgymnasium der Regensburger Domspatzen eintrat, mit der Stimmlage Alt. Dort erhielt er seine Grundausbildung in Musik und Gesang. Nach dem Abitur machte er eine Lehre als Bankkaufmann und absolvierte 2009 erfolgreich das Betriebswirtschaftsstudium mit einem Diplom. Parallel dazu schloss er an der Hochschule für Musik und Theater München und der Bayerischen Theaterakademie August Everding seine Gesangsausbildung mit Auszeichnung ab. Gesangsunterricht erhielt er unter anderen bei Edith Wiens und Helmut Deutsch. 2010 bis 2013 studierte Appl an der Guildhall School of Music and Drama in London in der Gesangsklasse von Rudolf Piernay. Großen Einfluss auf seinen künstlerischen Werdegang hatte Dietrich Fischer-Dieskau, bei dem er privat als dessen letzter Schüler bis 2012 studierte.
Seit 2010 lebt und arbeitet Benjamin Appl in London, wo er als „professor of German song“ an der „Guildhall School of Music and Drama“ tätig ist. Er hat die britische Staatsbürgerschaft.

## Repertoire
Durch das Studium an der Theaterakademie in München lag in der Ausbildung von Benjamin Appl und in den ersten Jahren seiner Sängerkarriere der Fokus bei der Oper. Sein Repertoire umfasst inzwischen ein großes Spektrum im Kunstlied, es umspannt eine weite Epoche von der Renaissance bis in die heutige Zeit. Einige zeitgenössische Komponisten komponierten Werke für ihn, wie Kit Armstrong, Marian Ingoldsby, György Kurtág, Nico Muhly, Susan Oswell und Matthias Pintscher. Für das Konzerthaus Dortmund erarbeitete er zusammen mit György Kurtág in mehrfachen Arbeitsphasen dessen Hölderlin-Gesänge, die dann in einem Gesprächskonzert im Februar 2020 in Dortmund aufgeführt wurden. Seine ersten CDs, unter anderem mit Liedern nach Gedichten von Heinrich Heine veröffentlichte Appl bei Champs Hill Records. 2016 unterzeichnete er einen langfristigen Exklusiv-Vertrag mit Sony Classical.

### Oper
Zu Appls Opernengagements zählen der Graf (Conte) in Mozarts Le nozze di Figaro sowie Guglielmo in Mozarts Così fan tutte in London, die Titelrolle in Benjamin Brittens Owen Wingrave in Banff, der Aeneas in Henry Purcells Dido and Aeneas beim Aldeburgh Festival und Brighton Festival, der Minister in Johann Strauß’ Wiener Blut in München, der Schaunard in Puccinis La Bohème mit dem Münchner Rundfunkorchester und der Baron Tusenbach in Eötvös’ Tri Sestri im Münchner Prinzregententheater und an der Berliner Staatsoper Unter den Linden. Im Sommer 2014 sang er die Rolle des Leo in Bernhard Ganders Das Leben am Rande der Milchstraße bei den Bregenzer Festspielen, eine Auftragskomposition des Wiener Konzerthauses, Wien Modern sowie der Bregenzer Festspiele. Er arbeitete mit internationalen Dirigenten.

### Konzert
Als Konzertsolist ist Appl unter anderem mit der Academy of Ancient Music, Akademie für Alte Musik Berlin, dem Bach-Collegium Stuttgart, den Berliner Barock Solisten, dem Concerto Köln, der Deutsche Kammerphilharmonie Bremen, dem Gabrieli Consort und Dunedin Consort, London Philharmonic Orchestra, NHK-Sinfonieorchester, NDR Radiophilharmonie, Philadelphia Orchestra, Royal Liverpool Philharmonic Orchestra, Philharmonia Orchestra, dem Seattle Symphony Orchester, der Sächsischen Staatskapelle Dresden, dem Symphony Orchestra of India, den Wiener Symphonikern, und mehrfach mit den Orchestern der BBC (BBC Symphony Orchestra, BBC Scottish Symphony Orchestra, BBC Concert Orchestra und BBC Philharmonic) aufgetreten. Zu seinem Oratorien-Repertoire gehören Werke wie Bachs Johannespassion, Matthäuspassion und Weihnachtsoratorium, Brahms’ Ein deutsches Requiem, Händels Der Messias, Haydns Die Schöpfung, Orffs Carmina Burana und Brittens War Requiem. 2012 sang Benjamin Appl bei einem Konzert in der päpstlichen Sommerresidenz Castel Gandolfo für Papst Benedikt XVI. Psalmvertonungen, was weltweit live übertragen wurde.

### Lied

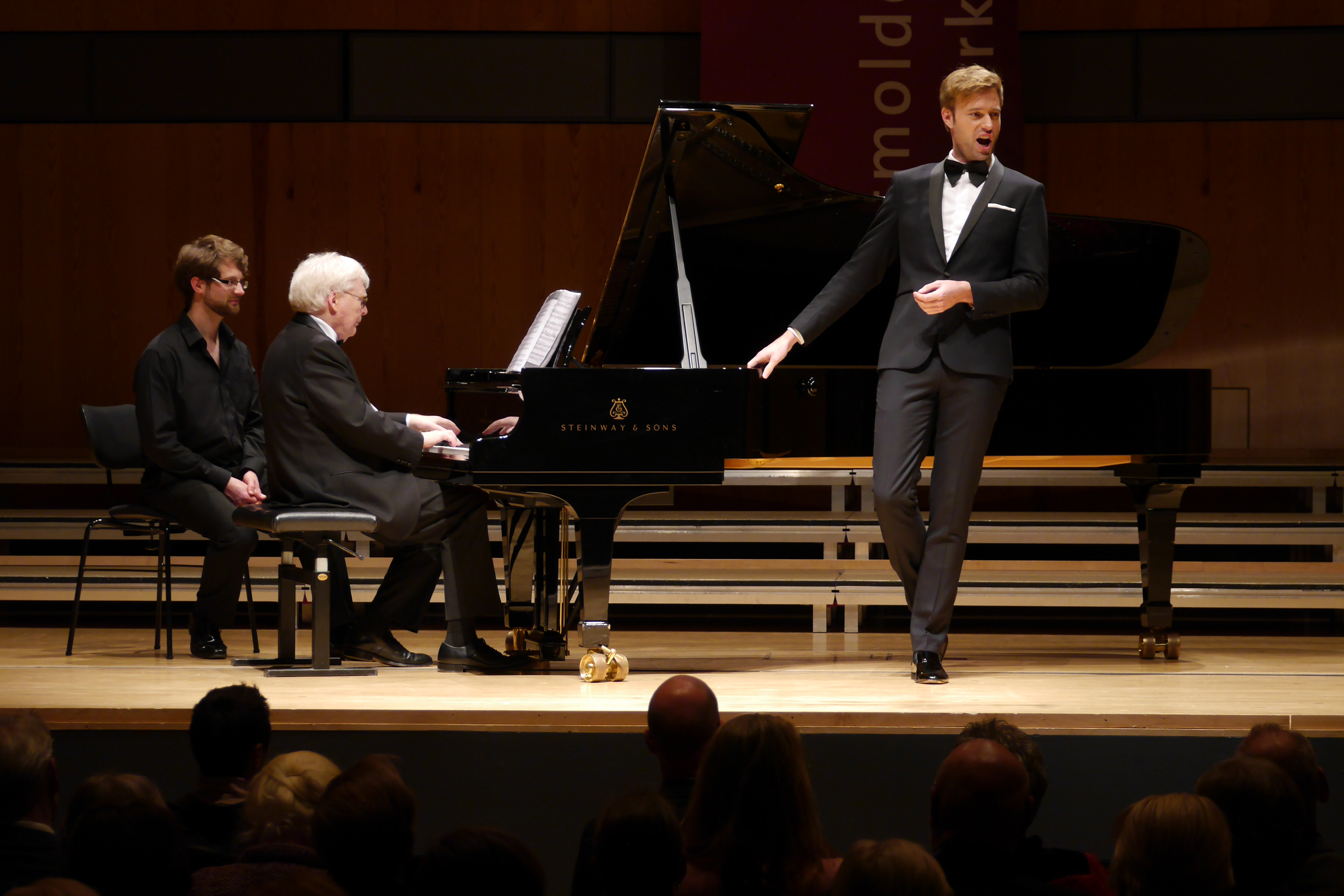
Appl während eines Liederabends in Detmold, 7. November 2017

Benjamin Appl gibt regelmäßig Liederabende in der Wigmore Hall und bei der Schubertiade Vorarlberg und trat darüber hinaus bei den Musikfestivals Rheingau Musik Festival, Schleswig-Holstein Musik Festival, Edinburgh Festival, Ravinia Festival, Heidelberger Frühling, Klavier-Festival Ruhr und Oxford Lieder Festival auf. Des Weiteren sang er u. a. im Festspielhaus Baden-Baden, in der Carnegie Hall, im Concertgebouw (Amsterdam), in der Elbphilharmonie und dem Louvre. Im Dezember 2018 sang er vor 16.000 Leuten Mahlers Rückert-Lieder in der Ōsaka-jō Hall. Einer seiner Schwerpunkte sind Lieder im Deutschland des 19. Jahrhunderts. Er konzertierte mit diversen internationalen Pianisten, unter anderen mit Graham Johnson, Malcolm Martineau und Kristian Bezuidenhout. Über Appls Interpretation des klassischen Kunstlieds schreibt Michael Stallknecht in der Süddeutschen Zeitung:

„Appl scheint über eine fast unendlich auffächerbare Bandbreite von Farben zu verfügen, mit denen er jedes einzelne Wort nach Kontext zu nuancieren vermag. Dennoch wirkt nichts manieriert, die Stimme folgt immer natürlich dem Fluss der Worte.“

## Spezielle Projekte
Im Herbst 2019 präsentierte Benjamin Appl sein eigenes Radioprogramm auf BBC Radio 3 mit dem Titel A Singer’s World, in welchem er einen Einblick in das Leben eines klassischen Sängers des 21. Jahrhunderts gewährte. Im Frühjahr 2020 spielte Appl die Hauptrolle in einer neuen Filmproduktion mit dem Titel Breaking Music, die in Buenos Aires und Berlin gedreht wurde und sich mit Tango beschäftigt, aber auch mit den Gemeinsamkeiten und Unterschieden zwischen Tango und deutschem Kunstlied.
2024 kehrte Appl für Aufnahmen eines Weihnachtskonzerts im Bayerischen Fernsehen und bei Arte zurück zu den Regensburger Domspatzen nach Regensburg. Zusammen mit den Domspatzen und der Sopranistin Elsa Dreisig sang er in der Alten Kapelle Weihnachtsklassiker, und auch bayerische Weihnachtslieder wie „Es wird scho glei dumpa“. Auf der dazu veröffentlichten CD unter dem englischen Titel „The Christmas Album“ in Alpha Classics präsentiert er dazu auch Lieder wie „Es ist ein Ros entsprungen“ oder Max Regers „Mariä Wiegenlied“. Seine Mutter Edeltraud begleitet ihn auf der Platte bei „Stille Nacht“ auf der Gitarre.

## Lehrtätigkeit

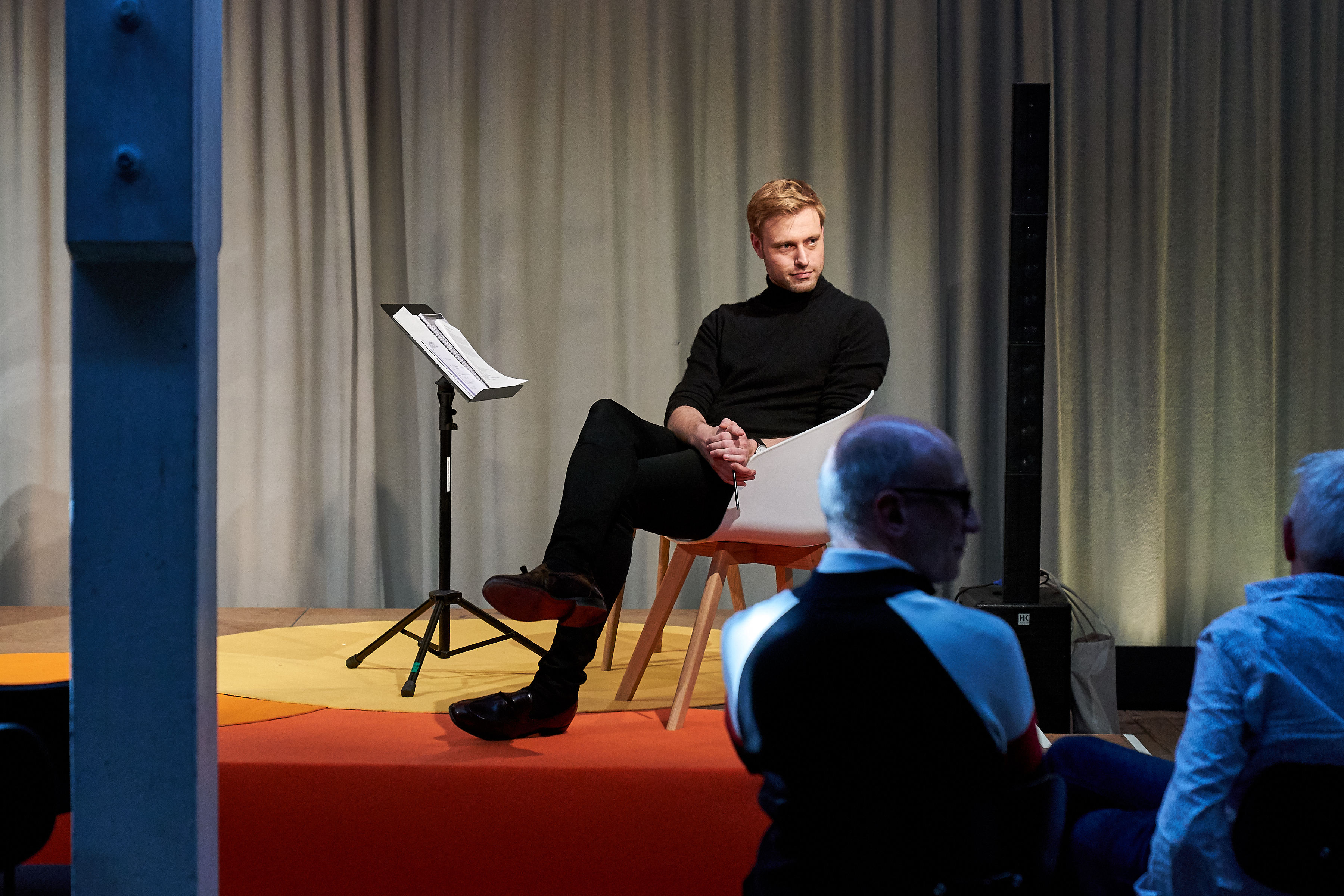
Appl während des Unterrichtens eines Meisterkurses in Basel 2019

Seit September 2016 unterrichtet Benjamin Appl an der Guildhall School of Music and Drama in London als professor of German song. Er unterrichtet in Meisterkursen und Workshops weltweit.

## Ehrungen
Appl erhielt 2012 den Schubert-Preis der Deutschen Schubert-Gesellschaft. Ferner wurde er von der Yehudi-Menuhin-Stiftung „Live Music Now“ sowie der Studienstiftung des deutschen Volkes gefördert und erhielt 2003 ein Stipendium des Richard-Wagner-Verbandes. 2014 wurde Appl für das Radio 3 New Generation Artists scheme des Britischen Senders BBC sowie als „ECHO Rising Star“ der Europäischen Konzerthallenorganisation ausgewählt. 2016 wurde Appl mit dem Gramophone Award als New Artist of the Year 2016. ausgezeichnet. Für sein Soloalbum Heimat erhielt er den Prix Dietrich Fischer-Dieskau (Bester Liedsänger) 2017/18 von der Académie du disque lyrique Orphées d’Or.

## Diskografie
- Felix Mendelssohn: Complete Songs Vol. 1. Klavier: Malcolm Martineau. Champs Hill Records, 2014.
- Felix Mendelssohn: Complete Songs Vol. 2. Klavier: Malcolm Martineau. Champs Hill Records, 2015.
- Robert Schumann: Lieder und Duette. Mezzosopran: Ann Murray, Klavier: Malcolm Martineau. Linn Records, 2016.[26]
- Stunden, Tage, Ewigkeiten. Lieder mit Gedichten von Heinrich Heine. Klavier: James Baillieu. Champs Hill, 2016.[27]
- Franz Schubert: Lieder. Live-Aufnahme, Klavier: Graham Johnson. Wigmore Hall Live, 2016.[28]
- Georg Philipp Telemann: Reformations-Oratorium 1755. TWV 13:18. Chor des Bayerischen Rundfunks, Bayerische Kammerphilharmonie, Dirigent: Reinhard Goebel. Sony Classical, 2017.[29]
- Heimat. Klavier: James Baillieu. Sony Classical, 2017.[30]
- Johannes Brahms: The Complete Songs Volume 7. Klavier: Graham Johnson. Hyperion Records, 2018.[31]
- Johann Sebastian Bach: Arien. Concerto Köln. Sony Classical, 2018.[32]
- Jean Sibelius: Kullervo op. 7. Sopran: Helena Juntunen, BBC Scottish Symphony Orchestra, Dirigent: Thomas Dausgaard. Hyperion Records, 2019.[33]
- Luciano Berio: Transformation. Arrangements von frühen Liedern von Gustav Mahler. Sinfonieorchester Basel, Dirigent: Ivor Bolton. Sony Classical, 2019.[34]
- Gabriel Fauré: The Secret Fauré III. Requiem op. 48. Balthasar-Neumann-Chor, Sinfonieorchester Basel, Dirigent: Ivor Bolton. Sony Classical, 2020.
- Kantaten der Bach-Familie. Solokantaten für Bass von Carl Philipp Emanuel Bach, Johann Christoph Friedrich Bach und Johann Sebastian Bach. Berliner Barock Solisten, Dirigent: Reinhard Goebel. Hänssler Classic, 2020.
- Hans Sommer: Orchestral Songs. Zusammen mit Mojca Erdmann (Sopran), Anke Vondung (Mezzosopran), Mauro Peter (Tenor), Rundfunk-Sinfonieorchester Berlin, Leitung: Guillermo García Calvo. Pentatone, 2021.
- Franz Schubert: Winterreise. Klavier: James Baillieu. Alpha Classics, 2022.
- Franz Schubert: Lieder with Orchestra. Münchner Rundfunkorchester, Leitung: Oscar Jockel, BR-KLASSIK, 2023.